# Йохан Вилхелм (Вид)
Йохан Вилхелм фон Вид-Рункел „Стари“ (на немски: Johann Wilhelm von Wied-Runkel; * ок. 1580; † 1633) е господар на Рункел (1591 – 1595), граф на Вид (1591 – 1633, заедно с чичо му Вилхелм IV), граф на „долното графство Вид“ (1595 – 1633).
Той е най-възрастният син на Херман I фон Вид (1550 – 1591) и съпругата му графиня Валбурга (Валпурга) фон Бентхайм-Щайнфурт (1555 – 1628), дъщеря на граф Ебервин III фон Бентхайм-Щайнфурт (1536 – 1562). Внук е на граф Йохан IV фон Вид-Рункел и Изенбург (ок. 1505 – 1581).
След смъртта на баща му той управлява от 1591 г. заедно с брат си Херман II († 1631). През 1595 г. графството Вид се разделя от род Рункел на Горен и Долен Вид. Йохан Вилхелм получава „долното графство Вид“, а брат му от 1613 г. получава „горното графство Вид“. През 1640 г. графството се разделя отново. Най-малкият му брат Филип Лудвиг I († 1633) е граф на графство Вид-Рункел.

## Фамилия
Йохан Вилхелм се жени ок. 1606 г. за графиня Магдалена фон Хардег, цу Глац и в Махланде (* 1577; † 2 април 1657),дъщеря на граф Зигизмунд II фон Хардег (1539 – 1599) и графиня Магдалена фон Вид († 1606). Те имат децата: 
- Йохан Вилхелм (1606 – 1632)
- Филип Лудвиг II (ок. 1610 – 1638), граф на Вид-Нойвид, женен на 25 април 1638 г. за графиня Анна Амалия фон Насау-Диленбург (1616 – 1649), дъщеря на граф и княз Лудвиг Хайнрих фон Насау-Диленбург
- Йохана Валпурга († 1672)
- Магдалена († млада)
- Юлиана Магдалена († млада)